# 警員 (香港)

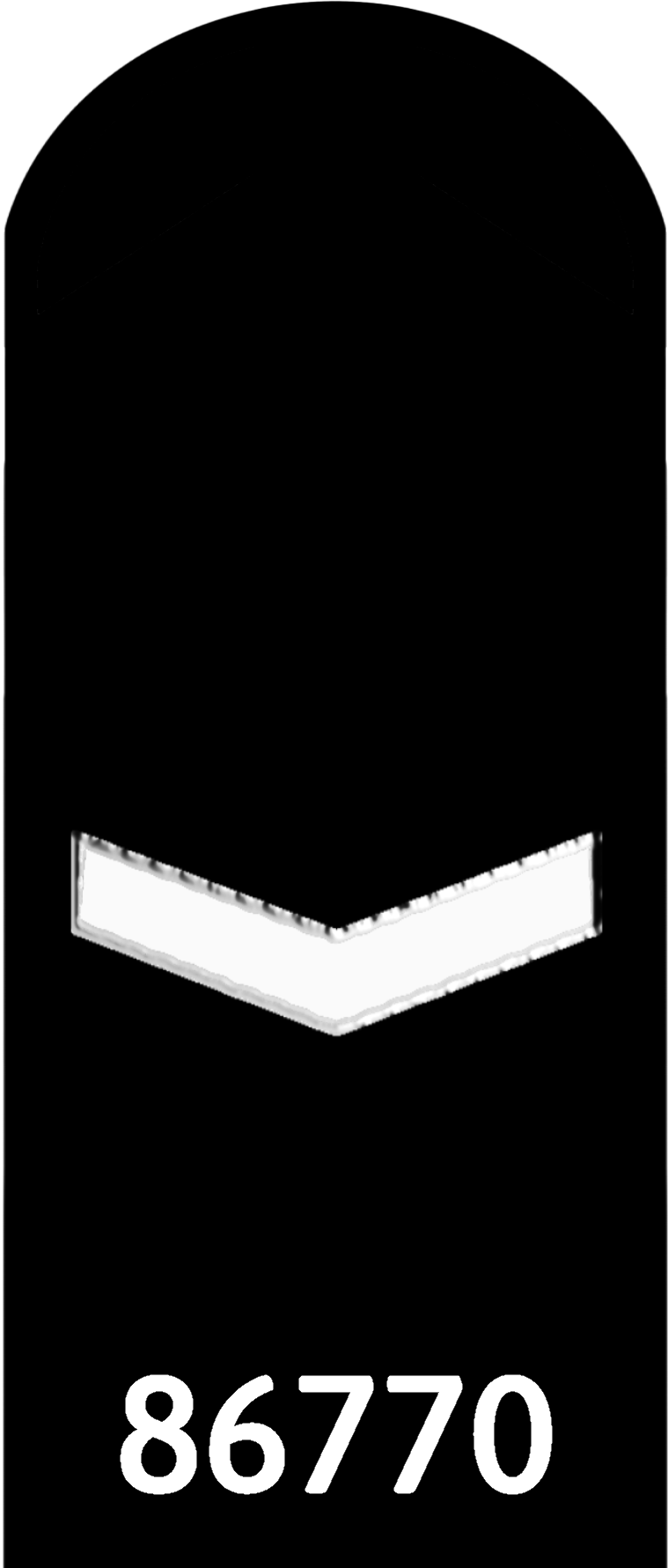
香港警務處高級警員肩章

警員，是香港警察職級中最低級員佐級職級，為初級警務人員的級別；職級與高級警員一樣，位於警長之下。
高級警員（英語：Senior Police Constable），是香港警察職級中最低級員佐級職級，為初級警務人員的級別；職級與警員一樣，位於警長之下。

## 徽章衣飾
高級警員的襯衣為藍色，肩章以英國陸軍的下士（一等兵或上等兵）為藍本，帶一勾，有編號。於1950年代初期，高級警員曾經稱為初級警佐。其後改為現稱。

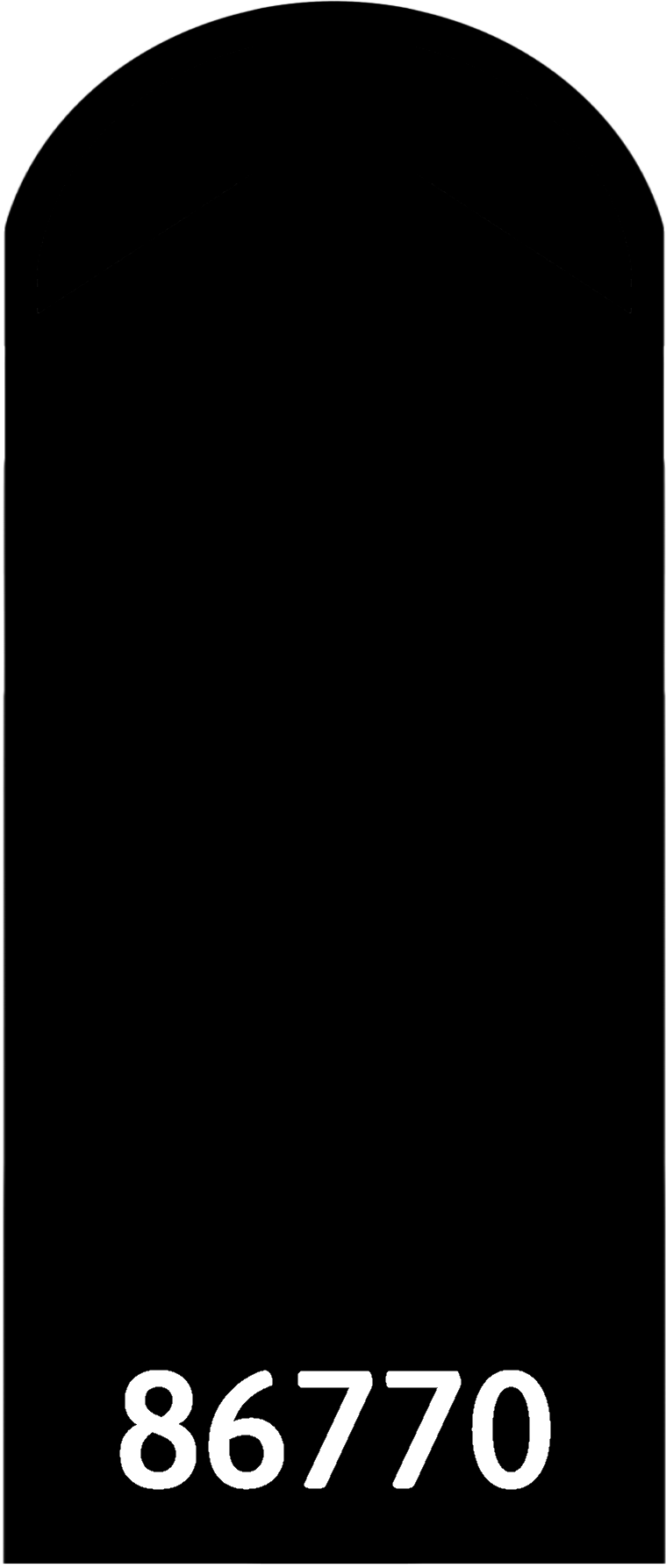
香港警務處警員肩章

警員的襯衣為藍色，肩章以英國陸軍的列兵為藍本，上無徽識，有編號。

## 發展途徑
學習警員於香港警察學院完成為期27週訓練畢業後，會進行初級警員職業發展途徑。警員會被派駐軍裝巡邏小隊，或者視乎需要，開放接受申請投考加入水警總區。於1972年警隊架構重整前，一般情況下，警員完成試用期就會晉升至高級警員。高級警員在該級服務滿若干年資，並且達至升級要求以後，方能晉升為警目。現時，警員服務滿18年，通過推薦及評核後，就會獲得頒授高級警員職級。

### 警長
警員服務滿4年及高級警員通過升級考試及獲得遴選委員會推薦，並且通過升級遴選面試，方能晉升為警長。
根據紀律人員薪俸及服務條件常務委員會於2009年中所公布的報告，警員平均需要累積22年9個月的年資方能成功晉升為警長。
根據《警聲》公佈，於2010年4月24日，從1,262投考人當中，241名警員和54名女性警員成功晉升為警長。當中163名駐守於軍裝部、132名駐守於刑事偵緝部，29名駐守於水警總區、2名駐守於科技支援組、6名駐守於鑑證科及1名駐守於香港警察樂隊。

### 見習督察
警員及高級警員直接晉升為見習督察有3個途徑，包括：《選拔委任計劃》、《具督察潛質人員計劃》和公開招聘程序。

#### 《選拔委任計劃》
《選拔委任計劃》要求警員在該級服務滿兩年，並且獲得遴選委員會推薦，方能晉升為見習督察。此外，警員可經由公開招募程序，直接投考見習督察職級，毋須經由內部推薦。

#### 《具督察潛質人員計劃》
曾蔭培出任警務處處長期間積極提倡終生學習，鼓勵人員不斷進修。警員學歷節節上升，不少現職警員均持有學士以至更高程度之學歷，以致投考競爭激烈、警員於入職後亦需要持續進修才有機會爭取晉升的機會。以一般的晉升制度而言，警員晉升為督察級前需要先經歷警長及警署警長兩級。為了培育督察級的接班梯隊以及避免青黃不接，設有《具督察潛質人員計劃》，於每年滿足基本招募學歷要求及表現出眾的警員中挑選。
《具督察潛質人員計劃》要求警員被上級或部門主管推薦，通過遴選，並且通過特定的試用期，方能晉升為見習督察；每年通常只有2至3個名額配予此計劃，而且少於10年年資的人員甚少會被選拔參與計劃。2005年，共5名警員透過《具督察潛質人員計劃》直接晉升為見習督察，為歷來最多的一次；包括兩名軍裝巡邏小隊男性警員、一名警察公共關係科男性警員、一名警察機動部隊女性警員和一名特別任務連狙擊手隊署理警長。

#### 公開招募程序
警員可以透過公開招募程序（此途徑由2003年起開放予初級警務人員申請）直接投考見習督察職級，毋須經由內部推薦。不過，若然人員已經在《具督察潛質人員計劃》內，為免資源浪費，將不得於該段時期申請公開招募程序。

## 俗稱由來
「老散」及「散仔」為散兵游勇（即清朝的步兵，制服於胸前有勇字的軍人），清時從戰期間，最為使用散兵坑的散兵就是散兵游勇。從此，「散兵」一詞成為無軍銜的軍人的代名詞。至於以老字加諸於散字以前，乃廣東人習慣用以表示親近和友好的意思。此詞本來沒有眨意，只是年輕一輩不熟悉典故，誤以為「老散」是指被投閒置散的老年人，誤成貶意。

## 警民關係
而2000年後，隨著大型群眾活動增加，如2014年佔領中環，警民關係變得相當惡劣，警察部份行為常被批評濫用暴力，甚至被指是黑社會。

## 統計數字
截至2009年底，香港有逾兩萬名警員及高級警員。
根據紀律人員薪俸及服務條件常務委員會於2009年中所公布的報告，警員平均的在任期為22年9個月。

## 著名警員
| - 王喜 - 梁成恩 - 朱振國 - 冼家強 - 陳錦鴻 - 蘇偉文 - 陳欣健 | - 陳惠敏 - 曾國恒 - 林紫君 - 林曉慧 - 鄭柏林 - 徐步高 - 王啟鋒 |